# Dentiraja
Dentiraja is een geslacht van kraakbeenvissen uit de familie van de Rajidae.

## Soorten
De volgende soorten zijn bij het geslacht ingedeeld:
- Dentiraja australis (Macleay, 1884)
- Dentiraja cerva (Whitley, 1939)
- Dentiraja confusa (Last, 2008)
- Dentiraja endeavouri (Last, 2008)
- Dentiraja falloarga (Last, 2008)
- Dentiraja flindersi Last & Gledhill, 2008
- Dentiraja healdi (Last, White & Pogonoski, 2008)
- Dentiraja lemprieri (Richardson, 1845)
- Dentiraja oculus (Last, 2008)
- Dentiraja polyommata (Ogilby, 1910)